# Associação Fonográfica Portuguesa
Associação Fonográfica Portuguesa è l'unica associazione dell'industria musicale in Portogallo. Fondata nel 1989, rappresenta circa il 95% del mercato portoghese.
L'associazione, che si occupa di stilare le classifiche degli album più venduti nel Paese e di assegnare le certificazioni dei dischi d'oro e di platino, fa parte dell'International Federation of the Phonographic Industry.

## Classifiche
AFP stila settimanalmente:
- La classifica dei 30 album più venduti in tutto il Portogallo, dalla quale sono escluse le compilation di brani di diversi artisti.
- La classifica delle 10 compilation più vendute.
- La classifica dei 30 DVD musicali più venduti.
- La classifica delle 30 suonerie per cellulari più vendute.

Dal 2012 non è prevista invece alcuna classifica ufficiale relativa alle vendite dei singoli.

## Certificazioni
L'organizzazione assegna i dischi d'oro e di platino per le vendite degli album e dei DVD musicali.

### Album
| Certificazione   | Numero di copie |
| ---------------- | --------------- |
| Disco d'oro      | 10 000          |
| Disco di platino | 20 000          |

### DVD musicali
| Certificazione   | Numero di copie |
| ---------------- | --------------- |
| Disco d'oro      | 4 000           |
| Disco di platino | 8 000           |